# ウィリアム・キャヴェンディッシュ (1917-1944)
ハーティントン侯爵ウィリアム・ジョン・ロバート・キャヴェンディッシュ（William John Robert Cavendish, Marquess of Hartington、1917年12月10日 - 1944年9月9日）は、イギリスの政治家、イギリス陸軍士官である。第10代デヴォンシャー公爵エドワード・キャヴェンディッシュの長男であり、その後継者であった。第二次世界大戦中の1944年9月9日、コールドストリームガーズの中隊を率いてネーデルラントで戦っている最中に戦死した。

## 若年期と教育
エドワード・キャヴェンディッシュは、1917年12月10日にイギリス・ロンドンで生まれた。第10代デヴォンシャー公爵エドワード・キャヴェンディッシュとその妻メアリー・ガスコイン＝セシルの長男であり、デヴォンシャー公爵の後継者の儀礼称号として「ハーティントン侯爵」と称した。イートン・カレッジとケンブリッジ大学トリニティ・カレッジで教育を受けた。

## 政治家としてのキャリア
保守党に所属し、1944年2月18日に行われた西ダービーシャー選挙区の補欠選挙で、戦時連合の公式候補者に選ばれた。対立候補は、労働党を辞めて無所属で立候補したチャールズ・フレデリック・ホワイト・ジュニアだった。戦時下のため、戦時連合以外の政党的な選挙活動は禁止されていたが、ホワイトは無所属であることからその制限を逃れられた。西ダービシャー選挙区では、1923年以来、保守党が政権を握っていた。選挙戦では、57.7%対41.5%でホワイトに破れた。

## 私生活
1944年5月6日、アメリカ出身のキャスリーン・アグネス・ケネディと、ロンドンのキングズ・ロードにあるチェルシー・タウン・ホールの登記所で結婚した。
彼女は、元駐英アメリカ大使ジョセフ・P・ケネディ・シニアの娘で、ジョン・F・ケネディの妹、ロバート・ケネディ、エドワード・ケネディの姉である。婚姻届には父のデヴォンシャー公爵とキャスリーンの兄のジョセフ・P・ケネディ・ジュニア（当時アメリカ海軍中尉）が署名し、ラトランド公爵が介添人を務めた。
キャスリーンの母親のローズは、ケネディ家はカトリック、デヴォンシャー公爵家は英国国教会であり、どちらの教義でも相手の信仰に合わせて結婚することができないため、2人の結婚に当初は反対していた。その後、二人にとって困難であることを承知の上で、この結婚を承認した。

## 軍歴と死去
第二次世界大戦中、イギリス陸軍のコールドストリームガーズ連隊の士官として任命を受けた。1944年8月、ナチス・ドイツが侵攻した西ヨーロッパの解放のため、ハーティントンの所属するコールドストリームガーズ第5大隊は、近衛機甲師団の一部として、フランスで激しい戦闘に従事した。1944年9月初旬、ソンム川を渡り、ブリュッセルに向かって東進し、いち早くブリュッセルを解放した。現地の住民が連合軍を支援してくれたことについて、ハーティントン卿は妻に宛てて、次のように書いている。「この数年間、安全で快適な生活を送ってきたのことは、（私には）とても勿体ないことでした.....。私はずっと感激で胸がいっぱいになり、あなたがここにいてくれればいいと強く思いました。このような経験をできる人はほとんどいませんし、ぜひあなたと分かち合いたいと思っています」
1944年9月9日、ドイツの武装親衛隊(Waffen-SS)が占拠するベルギーの町ヘッペンを攻略中に、狙撃手に撃たれて亡くなった。26歳だった。その遺体は、遺族の了解のもとに、戦死した場所の近くに埋葬された。ハーティントン卿とキャスリーンの間には子供がいなかったため、ハーティントン卿の弟のアンドリューがデヴォンシャー公爵の相続人となった。